# Vahe
Vahe (armenisch Վահէ; † 1. Oktober 331 v. Chr. bei Gaugamela), König von Armenien.
Nach den Angaben Moses’ von Choren kämpfte er für Dareios III. gegen Alexander den Großen und fiel bei Gaugamela.
Vahe beschloss die Haykazuni-Dynastie. Danach war Armenien für zehn Jahre unter makedonischer Herrschaft.